# Say My Name (HEY-SMITHの曲)
「Say My Name」（セイ・マイ・ネーム）は、HEY-SMITHの楽曲。2023年10月11日にポニーキャニオンよりメジャー・デビュー・シングルとして発売された。

## 概要
前作『Inside Of Me』以来約1年ぶりのリリースとなり、HEY-SMITHは本作のリリースでメジャー・デビューとなる。
表題曲は、テレビアニメ『東京リベンジャーズ 天竺編』のエンディングテーマとして書き下ろされた。発売日にMVと、ノンクレジットED映像が同時に公開された。本作CD盤は通信販売限定となっており、一般CDショップでの販売はされていない。
本作は、HEY-SMITHのシングル作品で初めて表題曲のインストゥルメンタルバージョン音源が収録されている。

## 収録曲
| 全作詞・作曲: 猪狩秀平、全編曲: HEY-SMITH。 |                       |          |            |      |
| #                                           | タイトル              | 作詞     | 作曲・編曲 | 時間 |
| 1.                                          | 「Say My Name」       | 猪狩秀平 | 猪狩秀平   | 1:49 |
| 2.                                          | 「Into The Soul」     | 猪狩秀平 | 猪狩秀平   | 1:52 |
| 3.                                          | 「Say My Name」(Inst) | 猪狩秀平 | 猪狩秀平   | 1:49 |
| 合計時間:                                   | 合計時間:             | 5:30     |            |      |